# Блу Систем
Blue System (от английски: Синя система) е германска поп-група, пееща на английски език.
Създадена е от продуцента и композитор Дитер Болен след разпадането на прочутия дует Modern Talking. Групата съществува до повторното завръщане на „Модърн Токинг“ на сцената през 1998 г.

## Състав
Певци: основен вокал – Дитер Болен; вокали – Надя Абдел Фараг, Ролф Кьолер (в припевите); беквокали – Ролф Кьолер, Детелф Ведке, Майкъл Шолц и непознати женски беквокали.
Музиканти: Йоахим Фогел (ритъм китара) до 1991 г., когато е заменен от Ахим Стрибен, а той през същата година – от Фридрих Гранер, Жан Дипю и Франк Ото (ударни). През 1988 г. Франк Ото напуска и е заменен от Мишел Ролин. През 1992 г. към групата се присъединяват Дирк Зауер, Рене Енгелман и Волфганг Фрич.
Сценичен състав: Дитер Болен, Надя Абдел Фараг и музикантите на групата.

## История
Групата възниква като резултат от разпада на „Модърн Токинг“. В продължение на 1 година членовете на дуета са в обтегнати отношения, това рефлектира не само върху популярността им, но и върху здравето на продуцента Дитер Болен, който получава язва и силна депресия поради постоянните търкания с Томас Андерс и Нора. След издаването на 5-ия албум на „Модърн Токинг“ Дитер решава да прекрати отношенията си с Томас Андерс. Отначало се носят слухове, че „Модърн Токинг“ ше има нов вокалист и това ще е Каролина Мюлер (Си Си Кеч), но очакванията на феновете не се сбъдват. Болен основава собствена група „Блу Систем“ в която сам става основен вокал.
Отначало продуцентите от звукозаписната компания BMG не вярват, че Дитер може да успее с дрезгавия си глас, но първият сингъл „Sorry Little Sarah“ попада в Топ 20, триумфирайки на почтеното 13-о място. Това изненадва всички. Оттогава нататък вратите за Болен са широко отворени. Следват няколко триумфални хита: She's a lady, която става световен шлагер, My bed is too big – е вторият сингъл на групата, който излиза през април 1988 г. и се изстрелва в Топ 10, като става летен хит на 1988 г. Следва Under my skin, който е още по-успешен сингъл от предходния и достига 6-а позиция – това е и най-успешната песен на групата. През 1989 г. е издаден сингълът Magic Symphony, който също е в Топ 10. През същата година е заснет и клипа на песента Love me on the rocks в Русия, където Болен е посрещнат като римския папа. На летището го чакат 15 000 фенове. Сцените от това триумфално посрещане са отразени във видеоклипа към песента. Болен получава наградата „Герой на съветските младежи“. Никой друг музикант по-рано не е получавал тази награда, нито Майкъл Джексън, нито Мадона, нито Бийтълс. Концертите му са посетени от 450 000 зрители. В следващите години са издадени още успешни хитове, като Silent water, 48 hours, Lucifer, Deja vu, History, Operator, Laila и други. В 1990 и 1991 г. Блу систем участват в множество благотворителни концерти в Русия и Украйна, за набиране средства за пострадалите от аварията в Чернобил. През 1996 г. Дитер Болен е помолен от UNICEF и написва химна за закрила на децата For the children, който изпълнява сам в проекта „Блу Систем“ заедно с детски хор. „Блу систем“ издават 13 албума, 30 сингъла, 23 видеоклипа и много хитове популярни в цяла Европа, Азия и Африка.

## Дискография

### Студийни албуми
- 1987 – Walking on a Rainbow (Hansa Records)
- 1988 – Body Heat (Hansa Records) [#23 Austria, #20 Germany]
- 1989 – Twilight [#30 Austria, #26 Switzerland, #11 Germany]
- 1990 – Obsession [#18 Austria, #14 Germany]
- 1991 – Seeds of Heaven [#12 Austria, #11 Germany]
- 1991 – Déjà Vu [#18 Germany, #27 Austria]
- 1992 – Hello America [#29 Germany, #21 Austria]
- 1993 – Backstreet Dreams [#5 Germany, #22 Austria]
- 1994 – 21st Century [#11 Germany]
- 1994 – X – Ten [#24 Germany]
- 1995 – Forever Blue [#18 Germany]
- 1996 – Body to Body [#29 Germany]
- 1997 – Here I Am [#38 Germany]

### Компилации
- 1999 – Greatest Hits
- 2009 – The very best of Blue System. Magic symphonies (3 CD)
- 2014 – Magic Blue (3 CD)

### Сингли
- 1987 – Sorry, Little Sarah [#14 Germany, #19 South Africa, #6 Spain, #10 Austria]
- 1988 – Big Boys Don't Cry [Denmark only]
- 1988 – My Bed Is Too Big [#10 Germany, #4 Austria]
- 1988 – She's A Lady [Spain only; #14 Spain]
- 1988 – Under My Skin [#6 Germany, #12 Austria, #18 Switzerland]
- 1988 – Silent Water [#13 Germany, #16 Austria]
- 1989 – Love Suite [#14 Germany]
- 1989 – Magic Symphony [#10 Germany, #23 Austria, #21 Switzerland]
- 1989 – Love Me On The Rocks
- 1990 – 48 Hours [#29 Germany, #28 Austria]
- 1990 – Love Is Such A Lonely Sword [#16 Germany, #13 Austria]
- 1990 – When Sarah Smiles [#63 Germany]
- 1990 – Magic Symphony (PWL Remix) [UK only]
- 1991 – Lucifer [#25 Germany, #8 Austria]
- 1991 – Testamente D'Amelia [#34 Germany]
- 1991 – Déjà Vu [#12 Germany, #16 Austria]
- 1991 – It's All Over (with Dionne Warwick) [#60 Germany]
- 1992 – Romeo & Juliet [#25 Germany, #22 Austria]
- 1992 – I Will Survive [#30 Austria]
- 1993 – History [#26 Germany]
- 1993 – Operator [#87 Germany]
- 1994 – 6 Years – 6 Nights [#47 Germany]
- 1994 – That's Love
- 1994 – Dr. Mabuse
- 1995 – Laila [#29 Germany]
- 1996 – Only with You [#58 Germany]
- 1996 – For The Children [#67 Germany]
- 1996 – Body To Body
- 1997 – Anything [#79 Germany]
- 1998 – Love Will Drive Me Crazy